# バーナデット・ロバーツ
バーナデット・ロバーツ（英：Bernadette Roberts, 1931年–2017年11月27日）は、カリフォルニア州生まれのカルメル会修道会の修道女である。

## 経歴
カトリックの家庭で育ち、幼いころからカトリックで行なわれる瞑想ないし観想に親しみ敬虔なクリスチャンとして４人の子供を育てた。15歳の時に修道院に入り、修道女となる。1973年、南カリフォルニア大学で幼児教育修士号を取得。1982年に自身の観想体験を綴ったThe Experience of No-Self(邦訳『自己喪失の体験』紀伊国屋書店)を出版。伝統的なキリスト教観想の枠を超える非凡なものとして注目を集める。ロバーツは亡くなる1年前にALSと診断され、2017年11月27日、南カリフォルニアの自宅で睡眠中に息を引き取った。

## 自己喪失の体験
バーナデット・ロバーツは無我(無自己)への段階として第一段階を「神と一体」になるワンネス体験であるとし、第二段階の「主体」「対象」「それ自体」が三位一体と認識することで無我へ至るとしている。
ミシガン州立大学の宗教学教授であるアーサー・バーズルイスは、Mysticism and the Study of Esotericismのなかでバーナデット・ロバーツの著書を20世紀アメリカの瞑想による意識の本質と自己の性質を明瞭に表現したものとして論じている。

## 著作
- バーナデット, ロバーツ  雨宮一郎, 志賀ミチ 訳 (1989/06). 自己喪失の体験. 紀伊國屋書店.ISBN 9784314005180.／改題『無我の体験』立花ありみ訳、ナチュラルスピリット、2014年／改題『無自己の体験』2021年（原題 The Experience of No-Self: A Contemplative Journey. State University of New York Press (Revised Edition 1993); ISBN 0-7914-1694-19)
- バーナデット, ロバーツ; Roberts,Bernadette  大野龍一訳 (2008/10). 神はいずこに―キリスト教における悟りとその超越. 東京: 日本教文社. ISBN 9784531081660.(原題 The Path to No-Self: Life at the Center) (1985). State University of New York Press (New Edition 1991); ISBN 0791411427
- What is Self?: A Study of the Spiritual Journey in Terms of Consciousness. Sentient Publications (2005); ISBN 1-59181-026-4)
- The Real Christ.  Bernadette Roberts (2012)
- Essays on the Christian Contemplative Journey.  Bernadette Roberts (2007)
- Contemplative: Autobiography of the Early Years.  Bernadette Roberts (2004)
- "The Essence of Christian Mysticism". Bernadette Roberts (2012, DVD)
- "A Passage Through Self".  Bernadette Roberts (1987, DVD)